# Robin Antin
Robin Antin, född 6 juli 1961 i Los Angeles, är en amerikansk koreograf, musikvideoregissör, skådespelerska och entreprenör. Grundade gruppen The Pussycat Dolls i Los Angeles 1995.
Som koreograf har hon bland andra arbetat med Paris Hilton, Pink, The Offspring och No Doubt.
Robin är syster med den kända kändisfrisören Jonathan Antin,

## Filmografi (urval)

### Skådespelerska
- 1984 - Gimme an 'F'
- 1985 - Girls Just Want to Have Fun
- 1986 - Chauffören i Hollywood

### Koreograf
- 1999 - Vänner
- 2002 - Snygg, sexig & singel
- 2003 - View from the Top
- 2003 - Charlies änglar - Utan hämningar

## Fotnoter
1. ↑  Tjeckiska nationalbibliotekets databas, NKC-ID: xx0137954, läst: 23 november 2019.[källa från Wikidata]